# Okoliczny Element
Okoliczny Element – polska grupa muzyczna wykonująca hip-hop. Powstała w 2008 roku w Opolu. W skład formacji wchodzą Mejdej i Nin-Jah. 
Debiutancki materiał formacji pt. Pierwsza rozgrzewkowa EP ukazał się 1 grudnia 2008 roku. Na minialbumie znalazły się utwory wyprodukowane m.in. przez: Bimberlanda, Spalchemika i Mr. Śląskiflow. Nagrania zostały udostępnione bezpłatnie w Internecie w formie digital download. W kwietniu 2009 roku wydawnictwo ukazało się nakładem wytwórni muzycznej Step Records. W ramach promocji do utworu "Balsam party" został zrealizowany teledysk. Rok później Okoliczny Element gościł na płytach SMA - 83 oraz duetu Jarecki i DJ BRK - Mucha nie siada.
1 czerwca 2011 roku ukazał się drugi album zespołu pt. Schody donikąd. Limitowany do 200 egzemplarzy album trafił do sprzedaży nakładem samego zespołu. Gościnnie w nagraniach wzięli udział m.in. Lilu, Jarecki i Hukos. Z kolei produkcji piosenek podjęli się m.in. P'ToutLesGents, Bimberland i Mej. Płyta była promowana wideoklipami do utworów "To chyba nie tak" i "Coś dobrego, coś złego". W grudniu, tego samego roku, ponownie nakładem Step Records ukazały się reedycje obydwóch płyt Okolicznego Elementu.
12 października 2012 roku został wydany trzeci album studyjny formacji zatytułowany Kosze zerwane. Wśród gości na wydawnictwie znaleźli się m.in. Te-Tris, Ras, Jarecki, Reno, DJ BRK i Emilia. Natomiast producentami piosenek byli m.in. Mej, żURB, manicURB, Spalchemik i Bimberland. W ramach promocji płyty do utworów "Szczęście" i "Nie namawiaj mnie" zostały zrealizowane teledyski. Był to także pierwszy album Okolicznego Elementu, który znalazł się w zestawieniu OLiS, gdzie uplasował się na 21. miejscu.

## Dyskografia
Albumy
| Pierwsza rozgrzewkowa EP    | - Data: 1 grudnia 2008 - Wydawca: brak (nielegal)    | —  |
| Schody donikąd              | - Data: 1 czerwca 2011 - Wydawca: brak (nielegal)    | —  |
| Kosze zerwane               | - Data: 12 października 2012 - Wydawca: Step Records | 21 |
| Teatr uliczny               | - Data: 28 maja 2014 - Wydawca: Aloha Entertainment  | —  |
| Powrót na dzielnie          | - Data: 20 maja 2016 - Wydawca: Aloha Enterteiment   | —  |
| "—" album nie był notowany. |                                                      |    |

Występy gościnne
| Album                                | Rok  | Utwór                                                                   | Źródło |
| ------------------------------------ | ---- | ----------------------------------------------------------------------- | ------ |
| SMA - 83                             | 2010 | "Jest okej" (gościnnie: Okoliczny Element, DJ Z-Mike)                   | [ 6 ]  |
| Jarecki, DJ BRK - Mucha nie siada    | 2010 | "Takie czasy" (gościnnie: Okoliczny Element, Metro)                     | [ 7 ]  |
| Metro - Antidotum 2. Keep Funk Alive | 2012 | "Lubię się wykpić" (gościnnie: Ten Typ Mes, Okoliczny Element, DJ Flip) | [ 8 ]  |
| Kuba Knap - Lecę, chwila, spadam     | 2014 | "Nie tracę" (gościnnie: Okoliczny Element)                              | [ 9 ]  |

## Teledyski
| Tytuł                                            | Rok  | Reżyseria       | Album                    | Źródło |
| ------------------------------------------------ | ---- | --------------- | ------------------------ | ------ |
| "Balsam party" (gościnnie: Szufla)               | 2010 | —               | Pierwsza rozgrzewkowa EP | [ 10 ] |
| SMA - "Jest okej" (gościnnie: Okoliczny Element) | 2010 | Dawid Krupiarz  | 83                       | [ 11 ] |
| "To chyba nie tak"                               | 2011 | Michał Latocha  | Schody donikąd           | [ 12 ] |
| "Coś dobrego, coś złego" (gościnnie: Reno, Lilu) | 2011 | Maciej Przygoda | Schody donikąd           | [ 13 ] |
| "Konserwy turystyczne" (gościnnie: Hukos, Cira)  | 2012 | —               | —                        | [ 14 ] |
| "Szczęście"                                      | 2012 | Paweł Maluśki   | Kosze zerwane            | [ 15 ] |
| "Nie namawiaj mnie" (gościnnie: BRK)             | 2012 | Maciej Przygoda | Kosze zerwane            | [ 16 ] |
| "Walka trwa" (gościnnie: Te-Tris)                | 2012 | Paweł Maluśki   | Kosze zerwane            | [ 17 ] |